# Trousers Rock
Der Trousers Rock (von englisch trousers ‚Hose(n)‘) ist eine Klippe mit einem markanten wellenförmigen Bogen im Archipel der Südlichen Sandwichinseln. Er liegt nur 25 Meter westlich des Cook Rock und rund 400 m nordöstlich des Braces Point von Vindication Island.
Kartiert und deskriptiv benannt wurde der Felsen von Teilnehmern der britischen Discovery Investigations im Jahr 1930.